# جائزة الولايات المتحدة الكبرى 1966
جائزة الولايات المتحدة الكبرى 1966 هو سباق فورمولا 1 أقيم بتاريخ 2 أكتوبر 1966 في نيويورك. كان الثامن من أصل 9 في بطولة العالم لسباقات الفورمولا واحد موسم 1966.